# Stefan Andersson (sångare)
För andra personer med samma namn se Stefan Andersson
Morgan Stefan Andersson, född 8 augusti 1967 i Haga i Göteborg, är en svensk sångare, låtskrivare och gitarrist. Han skivdebuterade 1992, då han också vann en Grammis som Årets nykomling. Därefter har han producerat album på engelska och svenska. Han har skrivit ett antal konceptalbum med utgångspunkt i västkustens historia.

## Biografi

### Uppväxt och 1990-talet
Stefan Andersson, som är uppväxt i Västra Frölunda, började tidigt att musicera och var under skoltiden medlem i ett antal lokala band. År 1991 skrev han skivkontrakt med The Record Station/BMG och släppte 1992 albumet Emperor's Day och fick en stor hit med låten "Catch the Moon". För sitt debutalbum mottog han 1992 en grammis som årets nykomling.
År 1993 släppte han sitt andra album, Walk Right On. På hans tredje album, Under a Low-Ceilinged Sky, som släpptes 1996, samarbetade han med den amerikanska textförfattaren Terry Cox. Låten "Anywhere is Paradise" blev en hit i Sverige.
Första gången Stefan Andersson hördes på svenska var 1997 med albumet På svenska.

### 2000-talet
År 2004 bytte Stefan Andersson skivbolag till Zebra Art Records och släppte albumet Stranger's House med låtar som "Dear God" och "A Baker Song". Samarbetet med nya bolaget fortsatte 2005 med hans första livealbum En främlings hus, inspelad i Annedalskyrkan i Göteborg. Låtarna till En främlings hus är hämtade från Anderssons samtliga album och arrangerade för kör och stråkar.
Andersson bildade 2007 duon "Andersson & Gibson" tillsammans med Aleena Gibson och deltog i den svenska Melodifestivalen 2007, den 3 februari i Jönköping, med melodin "Anything But You", som slogs ut i deltävlingen.
År 2008 släppte han albumet Marstrandsfånge No 90 Kleist på eget bolag. Albumet är ett konceptalbum som handlar om Karlstens fästnings historia. Han porträtterar fångarna som satt fängslade där och deras öden. Tomas von Brömssen och Cajsa Stina Åkerström gästade på två av visorna. 
Han fortsatte med sitt historiska tema 2009 då han släppte konceptalbumet Skeppsråttan som handlar om det gamla Göteborg. Visorna handlar bland annat om Lars Gathenhielm, Svenska Ostindiska Companiet och om den danske amiralen Peter Wessel Tordenskjolds anfall på Älvsborgs fästning 1719.

### 2010-talet
Den 16 mars 2011 (samma datum som Gustav III blev skjuten, om man bortser från årtalet) släppte Stefan Andersson sitt tredje historiska konceptalbum Teaterkungen. Det är ett kronologiskt album där han i text och musik beskriver vägen fram till mordet på kungen på Operan 1792. Kungens baneman Anckarström får komma till tals liksom den avrättade Överste Hästesko, polismästare Liljensparre och den trolige hjärnan bakom konspirationen, general Carl Fredrik Pechlin. Inspelningen gjordes i Livrustkammaren på Stockholms slott. Sofia Karlsson gästade på visan "Lyckoamuletten".
År 2015 släppte Stefan Andersson sitt fjärde historiska konceptalbum, Made in China, med visor som handlar bland annat om ostindiefararen Götheborgs resor till Kanton, plundringen av Göteborg år 1611, sjömannen Magnus Hising och om tidens sjörövare. Föreställningen med samma namn har spelats i fem säsonger, 2014-2018, på Kajskjul 8 i Göteborg
2018 släppte Andersson albumet "Flygblad över Berlin" och hade premiär på föreställningen med samma namn i januari 2019 på Kajskjul 8 i Göteborg. Föreställningen handlar om Sverige och svenskarna under andra världskriget, från krigsutbrottet 1939 till när fredens klockor ringer 1945. Ett krig där Sverige gick politisk balansgång. Han tar upp bland andra Torgny Segerstedt, Göran von Otter, kodknäckaren Arne Beurling, den misstänkta spionen Jane Horney, fallskärmshopparen Gösta Bolin och Stefans Anderssons egen morfar. Gästerna träffar både de som blint följde order och de som följde sitt hjärta. Flygblad över Berlin gjorde sin andra säsong 2020 och den tredje 2022.
Stefan Andersson har sedan 2008 haft en mängd historiska föreställningar/skådespel på bland annat Karlstens fästning, Livrustkammaren, Kronhuset, Varbergs fästning, Ostindiefararen Götheborg och Kajskjul 8 i Göteborg.

## Priser och utmärkelser
- 1992 – Grammis som "Årets nykomling"[1]
- 2010 – Lasse Dahlquist-stipendiet[2]
- 2012 – Fred Åkerström-stipendiet[3]

## Diskografi

### Singlar
- 1992 – "Catch the Moon"
- 2007 – "Anything But You" / "Sailorman" (med Aleena Gibson)

### Album
- 1992 – Emperor's Day
- 1993 – Walk Right On
- 1996 – Under a Low-Ceilinged Sky
- 1997 – På svenska
- 2004 – Stranger's House
- 2005 – En främlings hus (live från Annedalskyrkan)
- 2007 – Det bästa med
- 2007 – Earthly Greetings (tillsammans med Aleena Gibson)
- 2008 – Marstrandsfånge No 90 Kleist
- 2009 – Skeppsråttan
- 2011 – Teaterkungen
- 2015 – Made in China
- 2018 – Flygblad över Berlin